# Pierre-la-Treiche
Pierre-la-Treiche is een gemeente in het Franse departement Meurthe-et-Moselle (regio Grand Est) en telt 578 inwoners (2005).
De gemeente maakt deel uit van het arrondissement Toul en sinds 22 maart 2015 van het op die dag opgerichte kanton Toul. Daarvoor hoorde het bij het kanton Toul-Sud, dat toen opgeheven werd.

## Geografie
De oppervlakte van Pierre-la-Treiche bedraagt 13,0 km², de bevolkingsdichtheid is 44,5 inwoners per km². De plaats ligt aan de westoever van de Moezel ongeveer 8 km ten zuiden van Toul.
De onderstaande kaart toont de ligging van Pierre-la-Treiche met de belangrijkste infrastructuur en aangrenzende gemeenten.

## Demografie
De figuur toont het verloop van het inwonertal (bron: INSEE-tellingen).